# Alexandre Bompard
Pour les articles homonymes, voir Bompard.
Alexandre Joubert-Bompard, dit Alexandre Bompard, né le 4 octobre 1972 à Saint-Étienne (Loire), est un haut fonctionnaire et chef d'entreprise français.
D'abord inspecteur des finances, il préside Europe 1 de 2008 à 2010, puis la Fnac de 2011 à 2017. Depuis le 18 juillet 2017, il est président-directeur général du groupe Carrefour.

## Biographie

### Famille et études
Alexandre Joubert-Bompard est né le 4 octobre 1972 à Saint-Étienne et grandit à Megève. Sa mère est commerçante. Son père, Alain Bompard, est chef de l'antenne Rassemblement pour la République (RPR) de Haute-Savoie, maire adjoint de Megève en 1983, puis chef d'entreprise et président du club de football de l'AS Saint-Étienne entre 1997 et 2003.
Il envisage son entrée en Institut d'études politiques durant son cursus scolaire au lycée Berthollet à Annecy. Il est admis à l'Institut d'études politiques de Paris et est diplômé de la section Service public en 1994. Il y prépare le concours de l'École nationale d'administration (ENA), où il est admis dans la promotion Cyrano-de-Bergerac (1999). Son classement au quatrième rang lui permet de choisir l'Inspection des Finances.

### Parcours public
De 2001 à 2002, après avoir participé à l’écriture du rapport L’Entreprise et l’hexagone (Édition de Bercy-2001), il devient inspecteur des finances.
En 2003, après un an comme chargé de mission auprès du chef du service de l'Inspection générale des finances, il occupe le poste de conseiller technique auprès de François Fillon, alors ministre des Affaires sociales et du Travail.

### Dirigeant d'entreprise

#### Canal+
Il entre en 2004 chez Canal+ comme directeur de cabinet du président Bertrand Meheut, et en devient directeur des sports en juin 2005, en remplacement de Michel Denisot.
Il réussit à obtenir les droits de la Ligue 1 de football, et négocie le rachat de TPS.

#### Europe 1
Il prend la tête d'Europe 1 en qualité de président-directeur général de la radio, et de sa filiale « sport », en remplacement de Jean-Pierre Elkabbach en juin 2008. Il remanie rapidement en profondeur la grille des programmes pour la rentrée 2008, avec le recrutement de plusieurs personnalités de la télévision (Michel Drucker, Marc-Olivier Fogiel, Marie Drucker, Alexandre Ruiz), mais aussi en évinçant d'autres présentateurs (Michel Cymes, Isabelle Morizet…).
De nombreux changements sont également effectués au sein de la rédaction afin de privilégier l'émergence de nouveaux formats. Consécutivement à ces choix, l'audience de la station cesse de baisser pour revenir au-dessus de 9 % et dépasse les 10 % de janvier à mars 2010.
Pour sa seconde saison à la tête d'Europe 1, il travaille à la réorientation du format « news and talk[pas clair] » vers une programmation généraliste, à travers l'arrivée de Nagui et le retour du Top 50, tout en réaffirmant sa stratégie à long terme de diversifier les revenus de l'entreprise à travers le partage d'intérêts économiques avec l'industrie culturelle (coédition et coproduction, notamment).
Sous sa présidence, la station connait des recettes publicitaires croissantes, une position de prédominance sur les podcasts, un club des auditeurs dynamique et un site internet à la fréquentation forte, et décroche deux records d'audience en 2010.
Au printemps 2010, son nom est régulièrement cité dans les médias comme possible successeur de Patrick de Carolis à la tête de France Télévisions. La présidence de l'audiovisuel public français, dont le mode de désignation est alors largement débattu à la suite de la réforme engagée par Nicolas Sarkozy, revient finalement à Rémy Pflimlin, ancien directeur de France 3.

#### Fnac

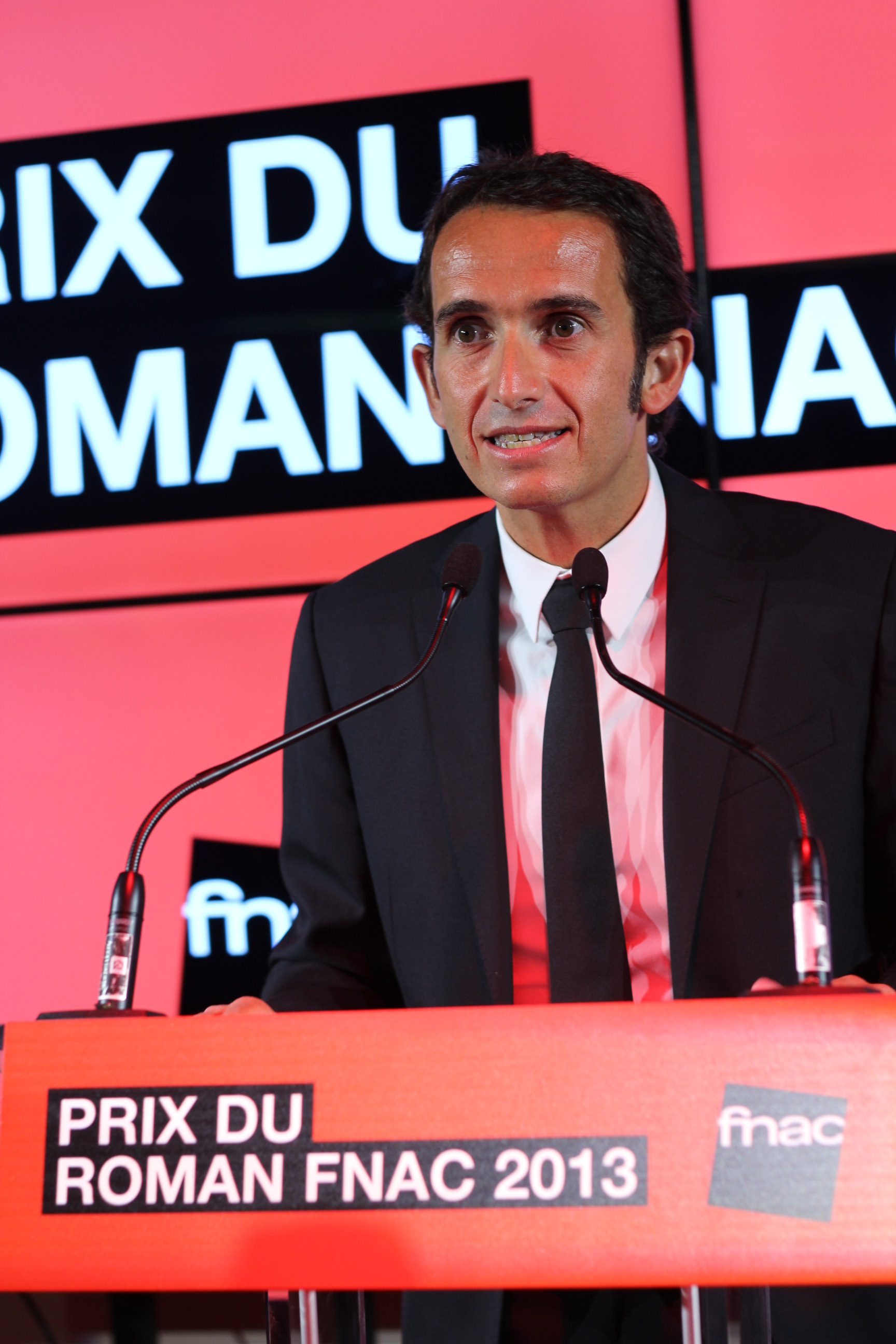
Alexandre Bompard au prix du roman Fnac 2013.

Le 23 novembre 2010 est annoncé son départ de la présidence d'Europe 1 pour la présidence de la Fnac, filiale du groupe PPR (rebaptisé Kering en 2013) spécialisée dans la distribution de biens culturels et technologiques. Il succède ainsi à Christophe Cuvillier au début de l'année 2011 et est remplacé par Denis Olivennes à la tête d'Europe 1.
Face à la concurrence du commerce en ligne et à l'érosion du marché de la musique et de la vidéo, il présente en juillet 2011 un plan stratégique de transformation de l'enseigne baptisé « Fnac 2015 » et reposant sur quatre piliers : l'élargissement de l'offre, le renforcement de la relation client, le développement du parc de magasins dans les villes moyennes et la mise en place d'une intégration multicanale entre les enseignes physiques et le site fnac.com.
Pour renforcer la stratégie numérique de l'enseigne et contrer le Kindle d'Amazon, il annonce en octobre 2011 le lancement d'une liseuse en partenariat avec le constructeur canadien Kobo. Commercialisée pendant les fêtes de fin d'année, la liseuse atteint ses objectifs de vente en deux semaines, avec 30 000 exemplaires vendus. Depuis son lancement, le Kobo s'est vendu à plus de 180 000 exemplaires.
En juin 2013, il pilote l’introduction en bourse de la Fnac, dans un contexte difficile pour le secteur marqué notamment par la liquidation de l’enseigne Virgin Megastoreet la numérisation de l’économie. Le cours de référence, fixé à 22 euros par action, dévisse rapidement à la suite du désengagement attendu des actionnaires de la maison-mère, Kering. L’action rebondit ensuite grâce à l’arrivée de nouveaux fonds d'investissement français et étrangers, intéressés notamment par la diversification du modèle économique de la Fnac et le développement de nouvelles activités davantage rentables comme la distribution de produits d’électroménager haut de gamme.
Alexandre Bompard est responsable du développement de nombreuses innovations au sein de la FNAC : location d’appareils high-tech, streaming avec Fnac Jukebox, développement d’un rayon papeterie et de partenariats dans la billetterie.

#### Rachat de Darty
Le 6 novembre 2015, après quatre mois de négociations, Alexandre Bompard annonce le mariage entre la Fnac et Darty, qui pèse alors trois milliards de chiffres d’affaires de plus que la Fnac. Ce rachat, déroulé dans la nuit du 25 avril, a nécessité de convaincre Vincent Bolloré à investir 159 millions d'euros, et des banques 950 millions d'euros.
Pour verrouiller cette « promesse irrévocable » des fonds Knight Vinke et DNCA, Alexandre Bompard doit encore réussir à prendre le contrôle de plus de 50 % du capital de Darty dans le cadre d’une offre publique d’achat (OPA) en concurrence avec Conforama, intéressée par un mariage avec Darty depuis début 2016.
En avril 2016, la FNAC atteint la barre des 50 % d’actions en acquérant d’abord 18 % environ, puis les actions restantes les jours suivants.
En juillet 2016, l’Autorité de la concurrence française donne son accord pour ce rapprochement, moyennant la cession de six magasins. Au 28 juillet 2016, la Fnac est déjà assurée de détenir environ 92 % du groupe au minimum. Le nouveau PDG sera Alexandre Bompard, qui siège également au conseil d’administration du nouvel ensemble, dont le nom sera « Fnac Darty ». Le Groupe Fnac détient finalement au 1er août 2016 un total de 98,5 % du capital de Darty.
Lors de sa prise de fonction chez Carrefour le 18 juillet 2017, il est remplacé par Enrique Martinez en tant que Directeur général et Jacques Veyrat, président du Conseil d'administration.

#### PDG de Carrefour (2017-)
Le 9 juin 2017, le Conseil d'administration du groupe Carrefour annonce sa prise de fonction effective le 18 juillet 2017.
Le 23 janvier 2018, après six mois à la tête du groupe, il annonce son plan stratégique, intitulé « Carrefour 2022 », qui fixe comme objectif pour le groupe de « devenir le leader mondial de la transition alimentaire pour tous », établissant un parallèle avec la transition énergétique,,.
Pour illustrer la transition alimentaire, Alexandre Bompard cite parmi les actions déjà engagées ou à venir la gestion des ressources, la durabilité des emballages, la réduction du gaspillage alimentaire, les achats responsables, la démocratisation du bio et la qualité des marques du distributeur.
Alexandre Bompard présente quatre axes de transformation : l'organisation, qu'il souhaite considérablement simplifier ; la productivité et la compétitivité, avec des annonces de réduction de coûts à hauteur de deux milliards d'euros ; l'omnicanal, avec des investissements dans les magasins de proximité, le numérique et le commerce en ligne ; et l'offre alimentaire pour une alimentation plus saine avec des investissements dans les produits frais, le bio et les marques propres.
Il annonce notamment l'abandon de 500 projets, le déménagement du siège du groupe de Boulogne-Billancourt à Massy (déjà siège de l'enseigne Carrefour) en 2019, la suppression de 2 400 emplois en France, via des départs volontaires, la fermeture de 273 magasins anciennement Dia déficitaires, et le passage de cinq hypermarchés en location-gérance. Ce dernier point en particulier suscite l'opposition des syndicats de travailleurs.
Alexandre Bompard annonce aussi des partenariats avec Fnac Darty, Showroom Privé et Tencent en Chine, pour le commerce en ligne alimentaire. Il souhaite renforcer les formats de proximité, avec l'ouverture de 2000 magasins de proximité en cinq ans. et annonce l'ouverture de 170 drives. Pour le numérique, il annonce 2,8 milliards d'euros d'investissements en cinq ans, soit une multiplication par six, afin de devenir le leader du commerce en ligne alimentaire en France. Il annonce aussi la réorientation des investissements marketing vers le numérique, de 8 % à 50 %. Concernant l'offre alimentaire, il souhaite investir dans les produits frais pour les faire croître trois fois plus vite que le reste de l'offre ; dans le bio avec comme objectif de multiplier le chiffre d'affaires par cinq en 2022, ; et le développement des marques propres qui doivent représenter un tiers du chiffre d'affaires en 2022.
À la suite de la crise du Covid-19 de 2020, plus de la moitié des hypermarchés Carrefour de France seraient dans le rouge, soit 104 sur 185. Pendant le confinement, le chiffre d’affaires des magasins Carrefour de l’Hexagone a baissé de 15 à 20 %.
Il déclare s'opposer à l'idée d'une « taxe Covid » sur la grande distribution proposée par plusieurs élus afin de mettre à contribution les « gagnants de la crise » face au coût de la pandémie. Malgré des résultats positifs en 2020, il déclare que cet impôt exceptionnel « me gêne un peu parce que la mobilisation au quotidien des équipes depuis un an est exceptionnelle ». Il appelle d'abord à faire respecter l'équité fiscale, en déclarant : « Est-ce qu'à activité égale et à résultat égal, Carrefour paye autant qu'Amazon? Non, Carrefour paye beaucoup plus ».
Fin mai 2021, son mandat de PDG de Carrefour est renouvelé pour trois ans. En juin 2022, il s'engage à renforcer l’inclusion et la visibilité des personnes LGBT+ s’inscrivant dans la continuité des actions menées par Carrefour afin de promouvoir l’égalité et la diversité dans l’entreprise.
Dès 2023, Alexandre Bompard est à l'origine de l'implantation du groupe Carrefour en Israël avec l'ouverture de 50 magasins franchisés grâce à un partenariat avec le groupe israélien Electra Consumer Products et sa filiale Yenot Bitan, qui livrent gratuitement des colis alimentaires aux soldats de Tsahal pendant la guerre de Gaza depuis 2023. En réaction, une quinzaine de militants propalestiniens, favorables au boycott des produits israéliens, manifestent devant l’entrée principale du magasin Carrefour de Condé-sur-Sarthe, près d’Alençon.
En août 2023, il est élu président de la Fédération du commerce et de la distribution. Il succède à François Bouriez.

### Vie personnelle
Il est marié à Charlotte Caubel, conseillère justice de l'ancien premier ministre Édouard Philippe, qu'il avait rencontrée à Sciences Po. Il est père de trois filles'. En 2022, elle est nommée secrétaire d'État chargée de l'Enfance dans le gouvernement Élisabeth Borne.

## Controverses

### Modifications abusives de l'article Wikipédia
En mai 2020, une enquête menée par des administrateurs de l'encyclopédie collaborative Wikipédia soupçonne plusieurs comptes contributeurs de la présente page d'être liés à des agences de communication visant à influer très favorablement l'image d'Alexandre Bompard.

### Controverses relatives aux rémunérations perçues

#### Au sein du groupe Fnac-Darty
Le 15 juillet 2015, Le Canard enchaîné révèle qu'Alexandre Bompard toucherait en 2015 un complément de salaire de 11,6 millions d'euros, soit un quart du bénéfice net du groupe pour l'année 2014, en sus de sa rémunération annuelle (qui s'élève en 2014 à 1,8 million d'euros). Cette rémunération est liée à un plan de performance voté deux ans plus tôt par le conseil d'administration, qui faisait varier son montant en fonction de la cotation du groupe en bourse, qui a triplé depuis lors. Cette révélation provoque une polémique alors que des suppressions de postes sont prévues dans l'entreprise. En réponse aux critiques que la révélation de son bonus déclenche, Alexandre Bompard annonce vouloir réinvestir ce montant dans le groupe pour une durée de deux ans.
En avril 2017, le quotidien Libération révèle, sur la base d'une analyse exhaustive du document de référence de Fnac-Darty, que le montant de la rémunération d'Alexandre Bompard s'élève à 13,9 millions d'euros pour l'année 2016, soit une augmentation de 21% par rapport à l'exercice précédent. Dénonçant une rémunération « astronomique », permise grâce à l'obtention d'un « superbonus », le quotidien souligne que les émoluments du dirigeant paraissent être « disproportionnés par rapport au bénéfice net réalisé par le groupe » qui, en 2016, s'établissait à 74 millions d'euros.

#### Au sein du groupe Carrefour
Alexandre Bompard a vu sa rémunération augmenter de 27 % entre 2017 et 2018, passant à 7,3 millions d’euros. Carrefour est l’une des entreprises du CAC 40 où les écarts de salaires sont les plus importants avec les rémunérations moyennes des salariés,.
Il annonce qu’il renonce pendant deux mois à 25 % de sa rémunération fixe. Celles des membres du comité exécutif sont réduites de 10 % pendant deux mois et sont gelées jusqu’à la fin de l’année 2020. Alexandre Bompard et les membres du conseil d'administration diminuent également le montant de leurs jetons de présence de 25 % pour l’année 2020. Ces concessions portent uniquement sur la rémunération fixe et non sur les bonus, qui représentent la plus grande partie de la rémunération d'Alexandre Bompard et des membres du conseil d'administration.
Le 22 avril 2020, en réaction à cette série d'annonces de la part du groupe Carrefour concernant la rémunération de son dirigeant et des membres du conseil d'administration, l'hebdomadaire Marianne ironise sur le « (tout abandon) de salaire d'Alexandre Bompard » et souligne que « ramené à l'ensemble de l'année et comparé à la totalité de ses rémunérations perçues en 2019, ce geste équivaudrait à 1,6% de ses émoluments ».
Selon Cash Investigation, sa rémunération 2022 est de 9,2 millions d'euros.

## Mandats
- Young Leader de la French-American Foundation (2009)[72]
- Membre permanent du jury du Prix des prix littéraires (depuis 2011)[73]
- Administrateur indépendant d'Orange (depuis 2017)[74]
- Président de la Fédération du commerce et de la distribution (depuis 2023)[58]

## Distinctions honorifiques
- Chevalier de l'ordre national du Mérite le 2 mai 2017[75]
- Chevalier de l'ordre des Arts et des Lettres en juillet 2009[76]

Alexandre Bompard est nommé, le 29 janvier 2025, au grade de chevalier de l'ordre national de la Légion d'honneur au titre de « président-directeur général d'un groupe multinational de la grande distribution ; 25 ans de services ».